# HK Krementjuk
 HK Krementjuk (ukrainska:ХК Кременчук), är en ishockeyklubb från Krementjuk, Ukraina. Klubben bildades år 2010 och spelar i Ukrainian Hockey League.